# Pacifički obruč
Pacifički obruč je politički i ekonomski termin kojim se označavaju zemlje smještene na rubovima Tihog oceana i brojne otočne države u regiji. Najvažniji trgovinski i kulturni grad Pacifičkog obruča je Tokio. Ostala važna središta su Shanghai, Hong Kong, Singapur, Kuala Lumpur, Seoul, Los Angeles, San Francisco, Seattle, Vancouver i Sydney. Honolulu je sjedište raznih međuvaldinih i nevladinih organizacija Pacifičkog obruča uključujući East-West Center i RIMPAC.
Regija pruža veliku raznolikost — ekonomski dinamizam Hong Konga, Tajvana i Singapura, vrhunska tehnologija Japana, Koreje i zapadnih Sjedinjenih Država, prirodna bogatstva Australije, Kanade, Filipina i ruskog Dalekog istoka, ljudski reursi Kine i Indonezije, poljoprivredna produktivnost Čilea, Novog Zelanda, Filipina i Sjedinjenih Država.
Neki teoretičari smatraju da bi se, relativnim opadanjem starih središta industrije u Europi i istočnoj Sjevernoj Americi, središte svjetske ekonomske aktivnosti moglo preusmjeriti na Pacifički obruč.

## Zemlje uključene u Pacifički obruč
| - Istočna Azija - Rusija - Japan - Sjeverna Koreja - Južna Koreja - NR Kina - Hong Kong - Makao - Republika Kina - Jugoistočna Azija - Vijetnam - Kambodža - Tajland - Malezija - Singapur - Brunej - Indonezija - Filipini - Istočni Timor | - Oceanija (Suverena država) - Australija - Palau - Mikronezija - Papua Nova Gvineja - Solomonski Otoci - Nauru - Maršalovi Otoci - Vanuatu - Novi Zeland - Tuvalu - Fidži - Kiribati - Tonga - Samoa - Niue - Cookovo Otočje | - Oceanija (Ovisna područja) - Savezne države i teritoriji u Australiji - Otok Norfolk - Carstvo Novog Zelanda - Tokelau - Prekomorska Francuska - Nova Kaledonija - Wallis i Futuna - Francuska Polinezija - Britanska prekomorska područja - Pitcairnovo Otočje - Američka vanjska područja - Sjevernomarijanski otoci - Guam - Američka Samoa - SAD - Havaji - Čile - Uskršnji otok | - Sjeverna Amerika - Kanada - SAD - Meksiko - Srednja Amerika - Gvatemala - Salvador - Honduras - Nikaragva - Kostarika - Panama - Južna Amerika - Kolumbija - Ekvador - Peru - Čile |

## Trgovina
Pacifički obruč dom je većine od 10 najprometnijih kontejnerskih luka i sadrži 29 od 50 njih:
| - Južna Koreja - Busan (5.) - Japan - Yokohama (36.) - Tokio (25.) - Nagoya (47.) - Kobe (49.) - Republika Kina - Kaohsiung (12.) - Hong Kong - Hong Kong (3.) | - NR Kina - Šangaj (1.) - Shenzhen (4.) - Ningbo (6.) - Guangzhou (7.) - Qingdao (8.) - Tianjin (10.) - Xiamen (19.) - Dalian (21.) - Lianyungang (30.) - Yingkou (34.) | - Filipini - Manila (37.) - Vijetnam - Saigon (28.) - Tajland - Laem Chabang (22.) - Malezija - Port Klang (13.) - Tanjung Pelepas (16.) - Singapur - Singapur (2.) | - Indonezija - Jakarta (24.) - Surabaya (38.) - Kanada - Vancouver (50.) - SAD - Los Angeles (17.) - Long Beach (18.) - Seattle/Tacoma (48.) - Panama - Balboa (43.) |

## Više informacija
- Azijsko-pacifička ekonomska suradnja (APEC)
- Tihooceansko stoljeće
- Glavni gradovi Pacifičkog obruča (Glavni i ostali gradovi u Pacifičkom obruču)
- Tihooceanski vatreni prsten

## Vanjske poveznice
- Učenje o Pacifičkom obruču  Arhivirana inačica izvorne stranice od 8. ožujka 2016. (Wayback Machine)